# Фінал кубка СРСР з футболу 1954
Фінал кубка СРСР з футболу 1954 — останній матч у розіграші кубка СРСР 1954, 15-й фінал турніру. Відбувся на московському стадіоні «Динамо» 20 жовтня 1954 року.
У фіналі взяли участь «Динамо» (Київ) та «Спартак» (Єреван).
Матч проходив при сильній зливі та тумані, крізь товщу якого ледь пробивалося світло двох сотень потужних прожекторів. Глядачі не бачили протилежних трибун, воротарі — центрального кола. У перерві між таймами туман трохи відпустив, але дощ не припинявся, поливав щосили, змінюючи ритм і силу.

## Претенденти
- «Динамо» (Київ) — дворазовий срібний призер чемпіонату СРСР (1936, 1952), бронзовий призер чемпіонату СРСР (1937), семиразовий володар Кубка Української РСР (1936, 1937, 1938, 1944, 1946, 1947, 1948).
- «Спартак» (Єреван) — учасник Класу «Б» (Другий за рівнем дивізіон).

## Шлях до фіналу
| «Динамо»            | «Динамо»   | «Динамо»        | Раунд       | «Спартак»                    | «Спартак» | «Спартак»       |
| ------------------- | ---------- | --------------- | ----------- | ---------------------------- | --------- | --------------- |
| Суперник            | Результат  | Дата            | Плей-оф     | Суперник                     | Результат | Дата            |
| —                   | —          | —               | 1/64 фіналу | Збірна Кіровокану            | 3-0 (д)   | 15 серпня 1954  |
| —                   | —          | —               | 1/32 фіналу | «Локомотив» (Алма-Ата)       | +:- (д)   | 21 серпня 1954  |
| «Спартак» (Вільнюс) | 4-2 (д)    | 30 серпня 1954  | 1/16 фіналу | «Шахтар» (Мосбас)            | 3-0 (в)   | 30 серпня 1954  |
| «Спартак» (Москва)  | 3-1 (в)    | 25 вересня 1954 | 1/8 фіналу  | «Спартак» (Мінськ)           | 2-0 (д)   | 25 вересня 1954 |
| ЦДСА (Москва)       | 3-1 ОТ (д) | 12 жовтня 1954  | 1/4 фиіналу | «Шахтар» (Сталіно)           | 1-0 (д)   | 1 жовтня 1954   |
| «Зеніт» (Ленінград) | 1-0 ОТ (д) | 16 жовтня 1954  | 1/2 фіналу  | «Металург» (Дніпропетровськ) | 4-0 (д)   | 15 жовтня 1954  |

На попередніх етапах за київське «Динамо» виступали: воротарі — Олег Макаров, Євген Лемешко; польові гравці — Аркадій Ларіонов, Віталій Голубєв, Тиберій Попович, Ернест Юст, Олександр Кольцов, Михайло Михалина, Георгій Граматикопуло, Володимир Богданович, Віктор Терентьєв, Андрій Зазроєв, Михайло Коман, Павло Віньковатов, Віктор Фомін.

## Протокол матчу
| 20 жовтня 1954 |

| «Динамо» (Київ)         | 2—1      | «Спартак» (Єреван) |
| ----------------------- | -------- | ------------------ |
| Терентьєв 34' Коман 70' | Протокол | Меркулов 50'       |

| «Динамо», Москва Глядачів: 65 000 Арбітр: Микола Латишев (Москва) |

| Динамо (Київ) | Спартак (Єреван) |

| ДИНАМО:      |    |                      |
|              |    |                      |
| В            | 1  | Олег Макаров         |
| ЗХ           | 2  | Аркадій Ларіонов     |
| ЗХ           | 3  | Віталій Голубєв      |
| ЗХ           | 4  | Тиберій Попович      |
| ПЗ           | 5  | Олександр Кольцов    |
| ПЗ           | 6  | Михайло Михалина     |
| НП           | 7  | Володимир Богданович |
| НП           | 8  | Віктор Терентьєв     |
| НП           | 9  | Андрій Зазроєв ()    |
| НП           | 10 | Михайло Коман        |
| НП           | 11 | Віктор Фомін         |
| Запасні:     |    |                      |
| НП           | 12 | Павло Віньковатов    |
| Тренер:      |    |                      |
| Олег Ошенков |    |                      |

| СПАРТАК:       |    |                  |
|                |    |                  |
| В              | 1  | Сергій Затикян   |
| ЗХ             | 2  | Папік Папоян     |
| ЗХ             | 3  | Каджайр Поладян  |
| ЗХ             | 4  | Манук Семерджян  |
| ПЗ             | 5  | Овсеп Асатрян () |
| ПЗ             | 6  | Едуард Варданян  |
| НП             | 7  | Арутюн Караджян  |
| НП             | 8  | Камо Варданян    |
| НП             | 9  | Арутюн Кегеян    |
| НП             | 10 | Віктор Меркулов  |
| НП             | 11 | Оганес Абрамян   |
| Запасні:       |    |                  |
| НП             | 12 | Арменак Дургарян |
| Тренер:        |    |                  |
| Гайк Андреасян |    |                  |

| Асистенти головного арбітра: Хлопотін (Москва) Лук'янов (Москва) |